# Bazzi (músico)
Andrew Bazzi (Canton, Míchigan, Estados Unidos; 28 de agosto de 1997), conocido simplemente como Bazzi, es un cantante y compositor líbanoestadounidense. Su canción «Mine», lanzada en octubre de 2017, ganó popularidad a principios de 2018 cuando se convirtió en un fenómeno de Internet a través del uso de un filtro de lente Snapchat con la canción. A partir de marzo de 2018, alcanzó su puesto máximo en el número 11 en el Billboard Hot 100 y ha aparecido en muchas otras listas internacionales.

## Biografía
Nació el 28 de agosto de 1997 en Canton, Michigan. Aprendió a tocar laúd árabe y guitarra cuando era niño. En 2012, comenzó a publicar covers de canciones en su canal de YouTube. En noviembre de 2014, se mudó al área de Los Ángeles para seguir una carrera musical. Terminó la escuela secundaria en la Santa Monica High School en 2015. El 31 de enero de 2018, Bazzi declaró en Twitter que tiene nacionalidad libanesa.

## En la cultura de internet
El sencillo «Mine» de Bazzi se convirtió en un fenómeno de Internet después de ganar popularidad a fines de enero de 2018. Los videos presentaban una presentación de diapositivas de diferentes imágenes del tema del video con el filtro "corazones" de Snapchat y letras superpuestas. La última palabra de cada línea de canción estaba rodeada de diferentes emojis «corazón» y «beso».

## Discografía

### Álbumes de estudio
- Cosmic (2018)[11]
- Infinite Dream (2022)

### Mixtape
- Soul searching (2019)

### Sencillos
- «Myself»[12] (2018)
- «Sober»[13] (2017)
- «Beautiful»[14] (2017)
- «Mine»[15] (2017)
- «Why»[16] (2018)
- «Gone»[17] (2018)
- «Honest»[18] (2018)
- «Alone» (2016)
- «Dreams» (2018)
- «Mirror» (2018)
- «Changed» (2018)
- «Fantasy» (2018)
- «3:15» (2018)
- «Somebody» (2018)
- «Soarin» (2018)
- «Dreams» (2018)
- «Star» (2018)
- «I Don't Even Know You Anymore» (con Netsky & Lil Wayne) (2019)
- «Caught In The Fire» (2019)
- «Paradise» (2019)
- «Focus» (con 21 Savage) (2019)
- «I.F.L.Y.» (2019)
- «Humble Beginnigs» (2019)
- «Soul Searching» (2019)
- «No Way!» (2019)
- «Fallin´» (con 6LACK) (2019)
- «Can We Go Back To Bed?» (2019)
- «Live Forever» (2019)
- «Conversations With Myself» (2019)
- «Who Am I?»(2019)
- «Young & Alive» (2020)
- «Renee's Song» (2020)
- «I Got You» (2020)
- «I Don't Think I'm Okay (2020)»
- 《Crazy》(2020)
- «I Like That» (2021)

## Videos musicales
• Heaven (2022)
• I Like That (2021)
• I Don't Think I'm Okay (2020)
• Young & Alive (2020)
• Soul Searching (2019)
• 3:15 (2019)
• Paradise (2019)
• I.F.L.Y. (2019)
• Beautiful (2018)
• Myself (2018)
• Mine (2018)
• FTC (2018)
• Honest (2018)
• Beautiful feat. Camila Cabello (2018)
• Dreams (2018)

## Premios y nominaciones
| Premio   | Año  | Categoría            | Resultado |
| -------- | ---- | -------------------- | --------- |
| MTV EMAs | 2018 | Mejor Actuación Push | Nominado  |

| Año  | Título                             | Director(es)   |
| ---- | ---------------------------------- | -------------- |
| 2018 | Mine                               | Benjamin Kutso |
| 2018 | Honest                             | MIGGY          |
| 2018 | Myself                             | Daniel Henry   |
| 2018 | Beautiful                          | Sherif Higazy  |
| 2018 | FTC                                | Desconocido    |
| 2018 | Beautiful Remix Ft. Camila Cabello |                |
| 2018 | Dreams                             |                |
| 2018 | 3:15                               |                |
| 2019 | Paradise                           |                |
| 2019 | I.F.L.Y                            |                |

## Giras
Como acto de apertura
- Camila Cabello – Never Be the Same Tour (2018)
- Justin Timberlake – Man of the Woods Tour (2018)

Como artista principal
- Bazzi - The Cosmic Tour (2018)